# Тер-Карапетов, Игорь Александрович
Игорь Александрович Тер-Карапетов (род. 11 декабря 1971, Баку) — российский сценарист кино и телевидения. Педагог. Руководитель сценарных мастерских.
Член Союза кинематографистов. Член гильдии сценаристов Союза кинематографистов России.

## Биография
Окончил ВГИК им. А. С. Герасимова, сценарный факультет в 2002 году с красным дипломом, мастерская Романова, Владислава Ивановича.
С 2013 года руководитель сценарных мастерских в Московский государственный институт культуры. Доцент.
Сценарист свыше 40 фильмов и сериалов, премьер Первого канала, России-1, НТВ и др. («Начальник разведки», «Небо в огне», «Смерть шпионам: Ударная волна», «Убить Сталина», «Мата Хари», «Черное море» и др.).
В марте 2022 года подписал обращение в поддержку военного вторжения России на Украину (2022).

## Фильмография
- 2022 — Нинель
- 2022 — Морячка
- 2022 — Вольф
- 2022 — Баренцево море
- 2022 — Начальник разведки[4][5]
- 2022 — Ловец снов
- 2021 — МУР-МУР
- 2020 — Чёрное море[6][7][8]
- 2020 — Гадалка. Новый сезон[9]
- 2019 — Скажи что-нибудь хорошее[10]
- 2019 — Другая | Інша
- 2018 — Я жив…[11]
- 2018 — Динозавр
- 2017 — Мата Хари | Mata Hari (Португалия, Россия, Украина)[12]
- 2016 — Куба
- 2014 — Чужое
- 2014 — Взрыв из прошлого[13]
- 2014 — Брат за брата-3 (Россия, Украина)
- 2013 — Убить Сталина[14][15]
- 2013 — Кулинар-2 (Россия, Украина)
- 2013 — Сарынь на кичку | Фильм № 2
- 2013 — Мёртв до востребования | Фильм № 7
- 2013 — Чёрные следопыты | Фильм № 8
- 2013 — Идеальное убийство
- 2012 — Смерть шпионам. Ударная волна (Беларусь, Россия, Украина)
- 2012 — Порох и дробь (Россия, Украина)
- 2012 — Затянувшаяся расплата | Фильм № 10
- 2012 — Охота на гауляйтера (Беларусь, Россия, Украина)
- 2012 — Отдам жену в хорошие руки
- 2012 — Ночные ласточки
- 2012 — Кулинар (Россия, Украина)
- 2012 — Закуска по-крестовски | Фильм № 1
- 2012 — Шанхайская роза | Фильм № 2
- 2012 — Правое дело | Фильм № 3
- 2012 — Искатели приключений
- 2012 — Брат за брата-2 (Россия, Украина)
- 2012 — Берега
- 2011 — Чужие крылья
- 2011 — Участковый
- 2011 — Сделка
- 2011 — Наследница
- 2010 — Улицы разбитых фонарей-10
- 2009 — Не дороже денег | 3-я серия
- 2010 — Небо в огне (Россия, Украина)
- 2010 — «Алиби» на двоих
- 2010 — Маньяк | Фильм № 7
- 2010 — Похищение рубина | Фильм № 8
- 2010 — Реликвия | Фильм № 11
- 2009 — Дольше века
- 2007 — О тебе
- 2007 — Бабушка Ада
- 2006 — Испанский вояж Степаныча
- 2005 — Тайский вояж Степаныча
- 2005 — Слепой-2
- 2005 — Бриллиант для слепого | Фильм № 2
- 2003 — Ангел на дорогах

## Роли в кино
- 2006 — Испанский вояж Степаныча — «Дирижёр» в аэропорту Барселоны
- 2003 — Ангел на дорогах — кавказец

## Достижения
Участник внеконкурсной программы ММКФ («Бабушка Ада»)
Номинант на приз за лучший сценарий телефильма АПКиТ («Убить Сталина»)
Лауреат многочисленных международных кинофестивалей .